# Polygala lusitanica
Polygala lusitanica là một loài thực vật có hoa trong họ Polygalaceae. Loài này được Welw. ex Chodat miêu tả khoa học đầu tiên năm 1893.